# Henrietta Johnston
Henrietta de Beaulieu Dering Johnston (ca. 1674 – 9 mars 1729) est une pasteliste d'origines inconnues active dans les colonies anglaises d'Amérique du Nord d'environ 1708 jusqu'à sa mort. Elle est à la fois la première femme artiste connue et la première pasteliste des colonies anglaises.